# Apicalia taiwanica
Apicalia taiwanica is een slakkensoort uit de familie van de Eulimidae. De wetenschappelijke naam van de soort is voor het eerst geldig gepubliceerd in 1964 door Kuroda.